# Іван Розумний
о. Іван Розумний (1891, с. Корнів, нині Україна — 13 травня 1948) — український священник, слуга Божий греко-католицької церкви.
Заарештований 11 квітня 1945 року. Засуджений 13 серпня 1946 року на 10 років позбавлення волі з позбавленням прав 5 років. Ув’язнення відбував в с. Нижня Пойма, Нижньоінгашського районуну, Красноярського краю з 17 жовтня 1946 року. Помер 13 травня 1948 року від серцевої недостачі і дистрофії. Також був викладачем ККНАУ.

### Беатифікаційний процес
Від 2001 року триває беатифікаційний процес прилучення о. Іван Розумний до лику блаженних.